# Velika Kosnica
 Velika Kosnica  falu Horvátországban Zágráb megyében. Közigazgatásilag Velika Goricához tartozik.

## Fekvése
Zágráb központjától 10 km-re délkeletre, községközpontjától 5 km-re északra, a Túrmező síkságán, közvetlenül az A3-as autópálya mellett fekszik. 

## Története
Kosnicát még birtokként 1217-ben említik először. 1225-ben IV. Béla még szlavón hercegként a zágrábi várhoz tartozó egyes jobbágyokat nemesi rangra emelt, akik mentesültek a várispánok joghatósága alól és a zágrábi mező (Campi Zagrabiensis) nemeseinek közössége, azaz saját maguk által választott saját joghatóság (comes terrestris) alá kerültek. Az így megalakított Túrmezei Nemesi Kerülethez tartozott Kosnica is. 
A túrmezei kerület megszüntetése után a falut is a Zágráb vármegyéhez  csatolták. Kosnicának 1857-ben 187, 1910-ben 264 lakosa volt. Trianon előtt Zágráb vármegye Nagygoricai járásához tartozott. Mala Kosnica csak 1948 után vált Kosnica településből, melynek visszamaradt nagyobbik része a Velika Kosnica nevet kapta. 2001-ben Velika Kosnicának 541 lakosa volt. 1981-óta lakosságának száma a duplájára nőtt, mely a főváros közelségének és annak köszönhető, hogy a szomszédos Mala Kosnicáról a repülőtéri zaj miatt sokan települtek át a nyugalmasabb településre.

## Lakosság
| Lakosság változása | Lakosság változása | Lakosság változása | Lakosság változása | Lakosság változása | Lakosság változása | Lakosság változása | Lakosság változása | Lakosság változása | Lakosság változása | Lakosság változása | Lakosság változása | Lakosság változása | Lakosság változása | Lakosság változása |
| ------------------ | ------------------ | ------------------ | ------------------ | ------------------ | ------------------ | ------------------ | ------------------ | ------------------ | ------------------ | ------------------ | ------------------ | ------------------ | ------------------ | ------------------ |
| 1857               | 1869               | 1880               | 1890               | 1900               | 1910               | 1921               | 1931               | 1948               | 1953               | 1961               | 1971               | 1981               | 1991               | 2001               |
| 187                | 200                | 182                | 242                | 265                | 264                | 231                | 271                | 261                | 184                | 206                | 205                | 206                | 282                | 541                |

## Külső hivatkozások
- Velika Gorica hivatalos oldala
- Velika Gorica turisztikai egyesületének honlapja
- A Túrmező honlapja
- A helyi bizottság honlapja